# Mirafra hypermetra
A Mirafra hypermetra a madarak osztályának verébalakúak (Passeriformes) rendjébe, ezen belül a pacsirtafélék (Alaudidae) családjába tartozó faj.

## Rendszerezése
A fajt Anton Reichenow német ornitológus írta le 1879-ben, a Spilocorydon nembe Spilocorydon hypermetrus néven.

## Alfajai
- Mirafra hypermetra gallarum (Hartert, 1907) - Etiópia;
- Mirafra hypermetra kathangorensis (Cave, 1940) - kelet-Dél-Szudán;
- Mirafra hypermetra kidepoensis (Macdonald, 1940) - dél-Dél-Szudán, északkelet-Uganda;
- Mirafra hypermetra hypermetra (Reichenow, 1879) - Kenya, dél-Szomália, északkelet-Tanzánia.

## Előfordulása
Afrika keleti részén, Dél-Szudán, Etiópia, Kenya, Szomália, Tanzánia és Uganda területén honos. Természetes élőhelyei a szubtrópusi és trópusi gyepek és szavannák. Állandó, nem vonuló faj.

## Megjelenése
Testhossza 23 centiméter, testtömege 44-68 gramm.

## Életmódja
Rovarokkal és fűmagokkal táplálkozik.

## Természetvédelmi helyzete
Az elterjedési területe nagyon nagy, egyedszáma pedig stabil. A Természetvédelmi Világszövetség Vörös listáján nem fenyegetett fajként szerepel.